# Hôtel de ville de Charleroi
L'hôtel de ville de Charleroi est un vaste bâtiment éclectique mêlant Classicisme et Art déco inauguré en 1936. 
L'ensemble forme un vaste quadrilatère comprenant un beffroi d'une hauteur de 70 mètres. L'immeuble, classé depuis 2001, relève du patrimoine immobilier exceptionnel de la Wallonie et le beffroi fait partie des beffrois de Belgique et de France classés au patrimoine mondial de l'Unesco depuis le 1er décembre 1999.
La façade principale est orientée vers la place Vauban à la Ville-Haute de Charleroi.

## Histoire
Dans la forteresse construite en 1667, l’emplacement de l’actuel hôtel de ville était occupé par un quartier de cavalerie.

À la suite du démantèlement en 1748 de la première forteresse par Louis XV, roi de France, avant qu’il ne rende la ville à l’Autriche, les autorités communales y installent divers services avant d’acquérir la bâtisse pour en faire la maison de ville.

En 1800, sous la domination française, la ville devient sous-préfecture et le siège d’un tribunal de première instance.

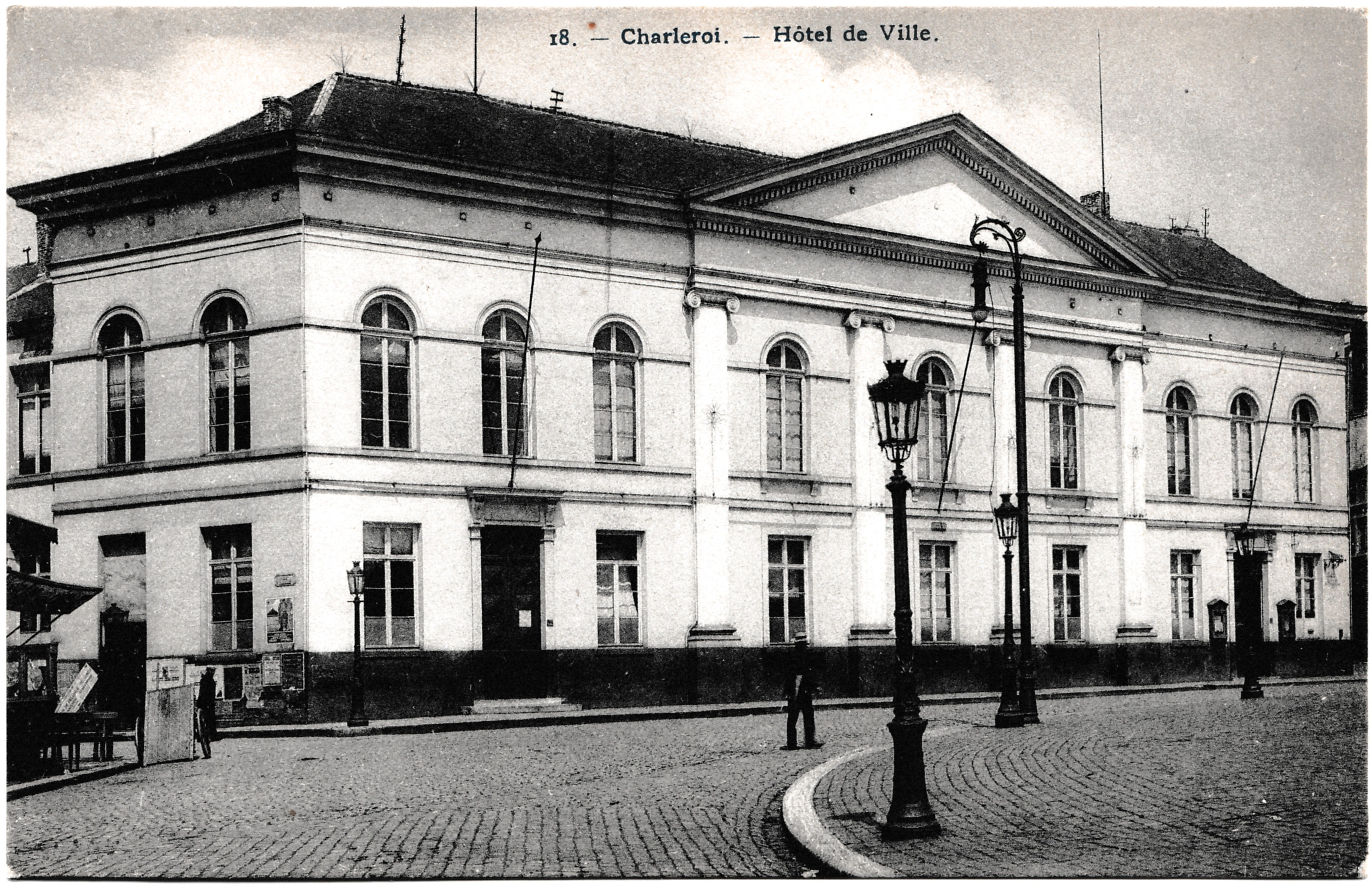
L'hôtel de ville en 1911. Le bâtiment de Jean Kuypers démoli en 1931.

L'administration déménage à la Ville-Basse, dans l’ancien couvent des Capucins, espace actuellement occupé par le Passage de la Bourse. La maison de ville, réaménagée par souscription publique, devient palais de justice. Un nouveau palais de justice sera construit au même endroit en 1826, selon les plans de l’architecte Jean Kuypers.
En 1880, un second palais de justice est inauguré sur l’actuel boulevard Audent et le Conseil communal décide de réintégrer le bâtiment de la Ville-Haute.

## L'hôtel de ville actuel

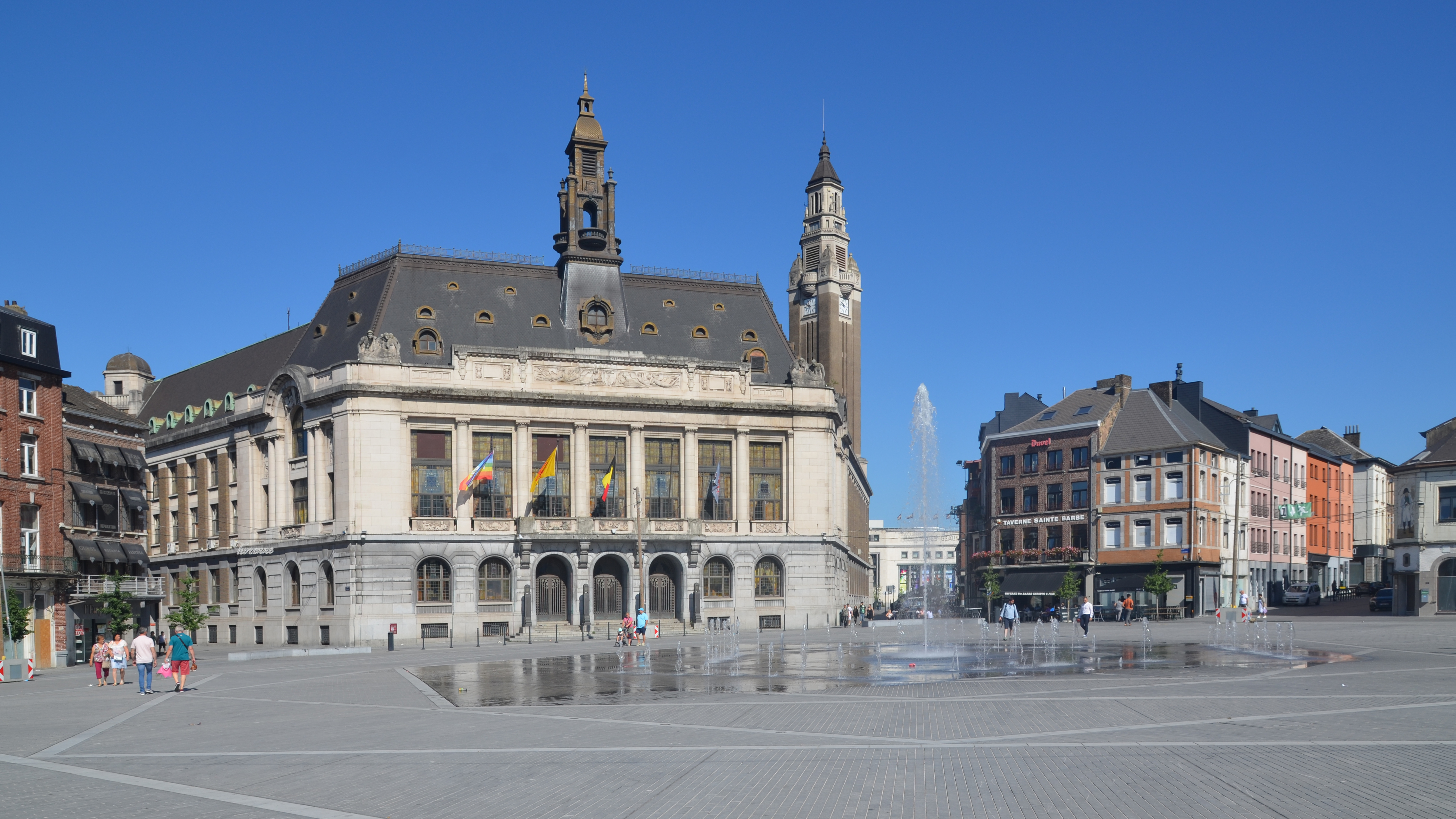
L'hôtel de ville et beffroi vus depuis la place Vauban en 2024.

À la suite d'un concours pour la construction d’un nouvel hôtel de ville, le projet de l’architecte Jules Cézar est choisi en 1930. Il sera réalisé en collaboration avec Joseph André qui finalise seul l’ensemble une fois le gros œuvre terminé en 1934. L’inauguration a lieu en 1936.

L’édifice est construit en pierre bleue et blanche étagé sur deux niveaux sous toitures d’ardoises. Les façades du côté de la place de la Ville-Haute, sont traitées dans un esprit éclectique teintés d’« Art déco », alignant de hautes baies quadrangulaires, hormis celles ouvrant l’aile d’entrée du rez-de-chaussée, à encadrement en plein cintre. Les espaces intérieurs, tels le hall et l’escalier d’honneur, ont un riche décor de même inspiration.

Outre les fonctions administratives et politiques, l'hôtel de ville possède une salle des fêtes pouvant accueillir plus de 1.000 personnes. Avant la construction du Palais des Expositions fin des années 1950, le rez-de-chaussée côté rue du Beffroi était occupé par les pompiers. Jusqu'en 2007, le deuxième étage abrita le Musée des Beaux-Arts, avant qu'il ne fut transféré au Palais des Beaux-Arts à la suite d'une infiltration d'eau,.

### Beffroi

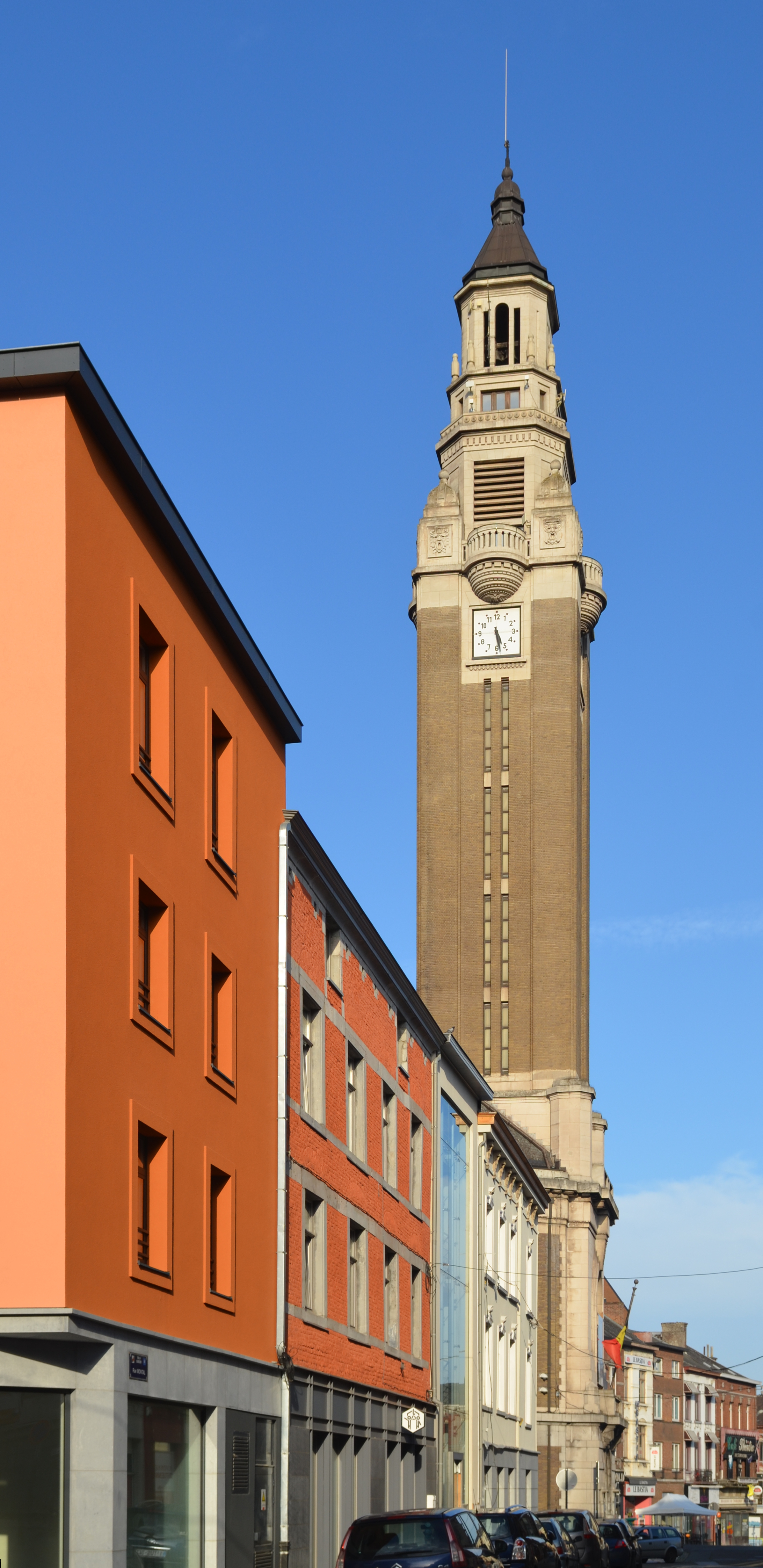
Le beffroi vu depuis la rue Montal en 2020.

Vers la place du Manège, à l'angle coupé formé par les rues du Beffroi et du Dauphin, se trouve un beffroi fortement marqué par le style « Art déco ».
De plan carré et d'une hauteur de 70 mètres, il est construit en pierre bleue pour le rez-de-chaussée et pierre blanche sur la hauteur des étages, en briques jusqu'à la chambre abritant le carillon, en pierre blanche sur la partie supérieure. La tour est coiffée d'un clocheton de couronnement en bronze.
La construction de ce beffroi a posé des problèmes de stabilité dus au poids de l'ensemble (35 000 tonnes), mais également au terrain soumis aux mouvements miniers.

Pour assurer une stabilité maximale, la tour repose sur une semelle d'une surface de 400 m2, renforcée de béton armé à 160 kg de fer par mètre cube. De plus, un vérin hydraulique est placé à l'intérieur de chacun des quatre piliers de soutènement. Ces vérins permettent de régler l'aplomb de l'édifice.
Le beffroi est équipé d'une horloge et d'un carillon de quarante-sept cloches jouant chaque quart d'heure un air populaire de Jacques Bertrand, chansonnier du XIXe siècle, né à Charleroi.

### Classement
L’ensemble —immeuble et mobilier d’origine— fut classé par la Région wallonne en 2001. La totalité est repris dans le patrimoine exceptionnel de Wallonie. Le beffroi est inscrit au patrimoine mondial de l’Unesco.

### Artistes
De nombreux artistes ont participé à la décoration de l'ensemble.
Pour la décoration des façades extérieures :
- Marcel Rau ;
- Hector Brognon ;
- Oscar De Clerck.

Pour la décoration statuaire intérieure :
- Alphonse Darville ;
- Robert Delnest ;
- Raoul Godfroid ;
- Albert Brichard ;
- Georges Wasterlain.

Pour la décoration de la salle du conseil et de la salle des mariages :
- Joseph Desmedt.

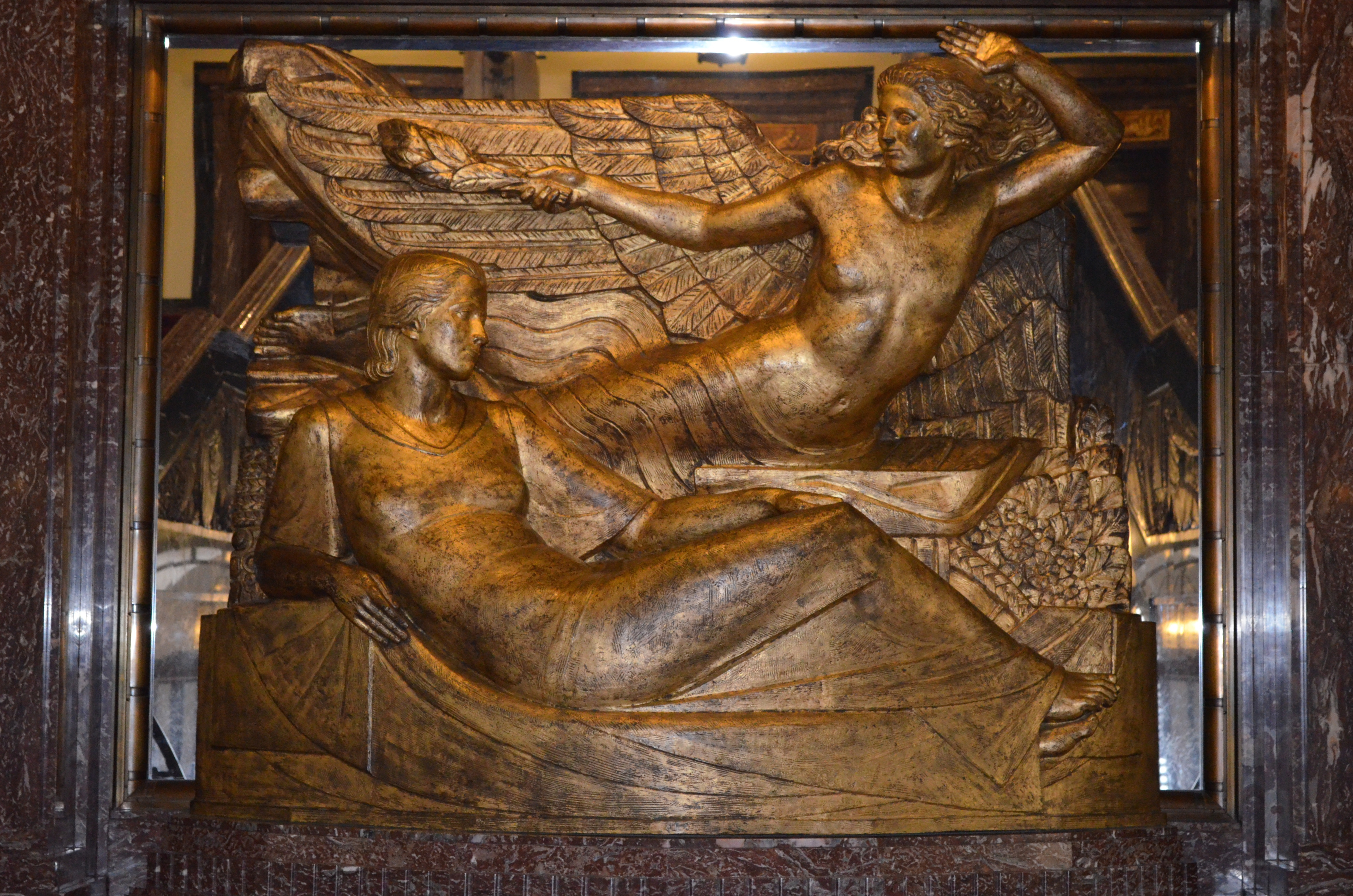
Alphonse Darville, la Gloire et la Paix.
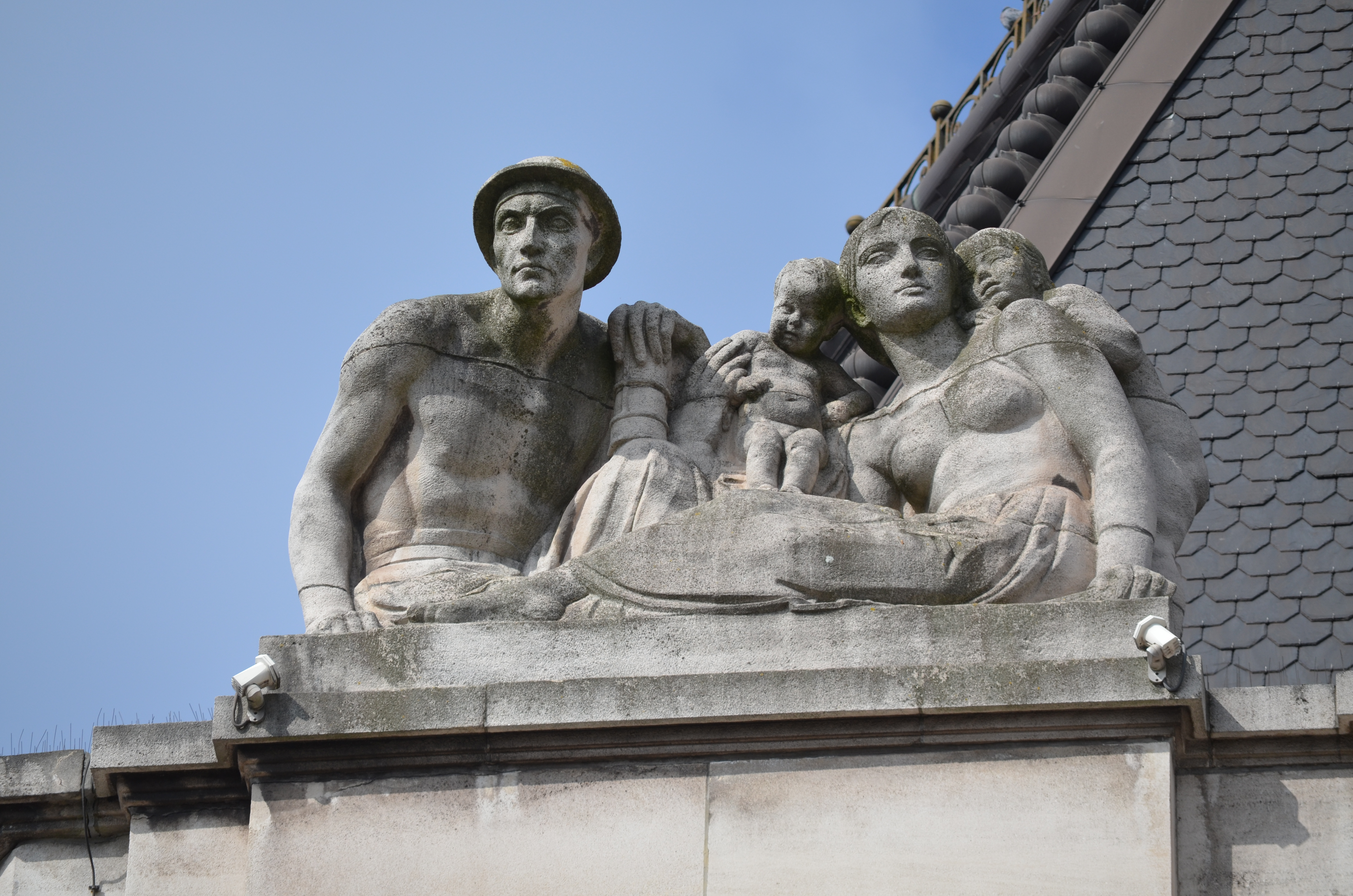
Marcel Rau, La famille.
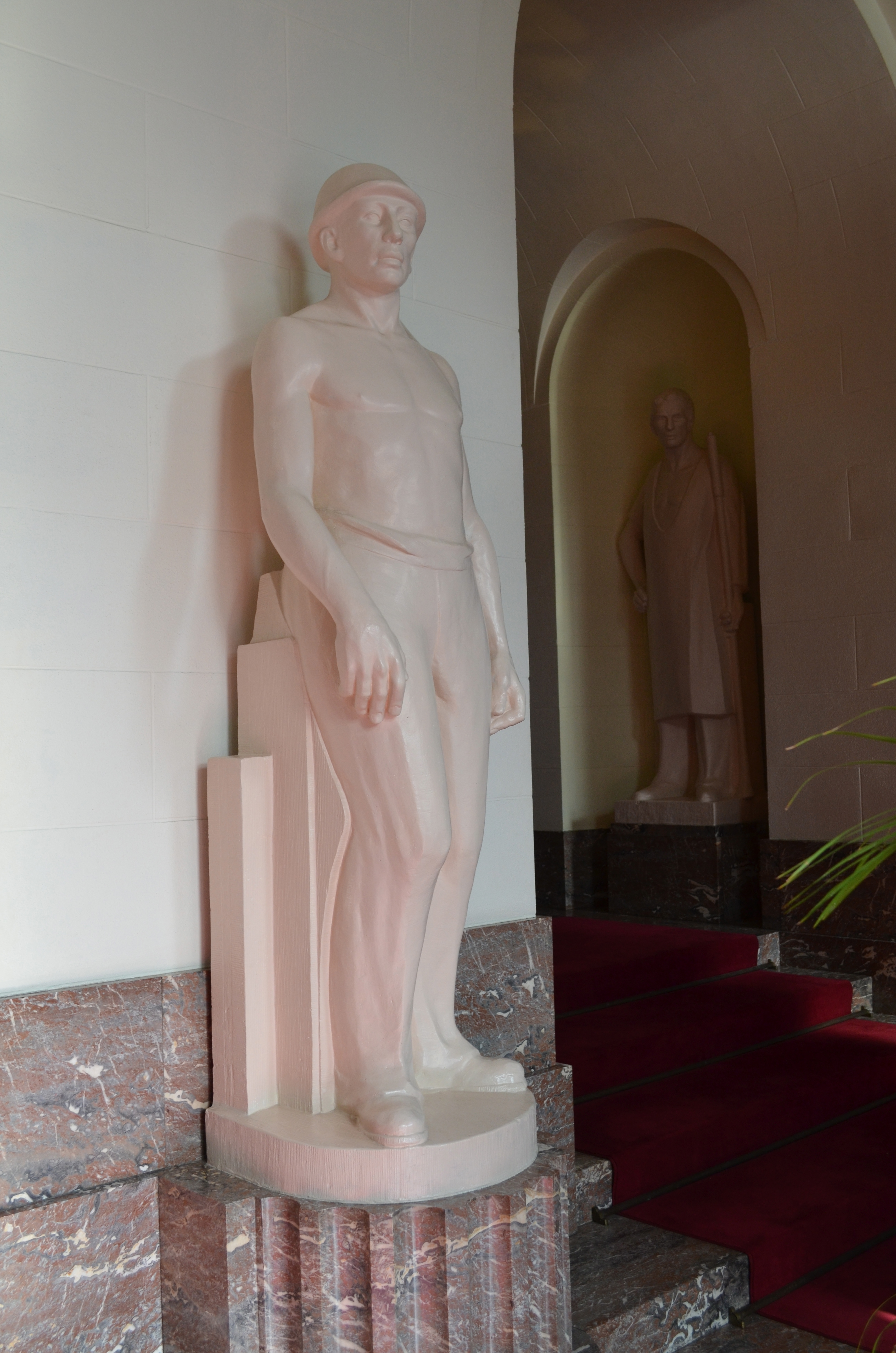
Georges Wasterlain, le Mineur, au second plan, le Verrier.